# Szent Márton híd (Zalalövő)
A Szent Márton híd (korábbi nevén: Zalalövői völgyhíd) viadukt a 86-os főúton, Magyarország egyik leghosszabb főúti völgyhídja. Építése 2014. március 26-án kezdődött és 2016. november 4-én adták át a forgalomnak.

## Történelem

### Nyomvonal-kijelölés
A Nemzeti Infrastruktúra Fejlesztő Zrt. a Közlekedési, Hírközlési és Energiaügyi Minisztérium megbízásából 2008 szeptemberében kezdte el a 86-os főút Zalalövőt elkerülő szakaszának KözOP-ban történő előkészítő munkáit. Ennek az előkészítő munkának az eredményeként - közbeszerzési eljárást követően - tanulmányterv és előzetes vizsgálati dokumentáció, örökségvédelmi hatástanulmány elkészítésére tervezési szerződés aláírására került sor. A tervezés 10 előzetesen vizsgált nyomvonalból kiválasztott 4 nyomvonalra készült el. A kiválasztott 4 nyomvonalból egy nyugati (A) és 3 keleti (B, C, D) nyomvonal szerepelt. Az elkészült előzetes vizsgálati dokumentáció 2009. július 16-án került benyújtásra a Nyugat-dunántúli Környezetvédelmi, Természetvédelmi és Vízügyi felügyelőségre, mely 2009. november 30-án kiadott határozatában a benyújtott dokumentumok és szakhatósági állásfoglalások alapján környezetvédelmi szempontból a "B" nyomvonalváltozatot találta egyedül elfogadhatónak, ezen nyomvonalváltozatnál nem volt feltételezhető a beruházás megvalósítása során jelentős környezeti hatás. A város rendezési tervét 2010-ben a kiválasztott nyomvonalnak megfelelően módosították.
Az elkerülő szakaszok engedélyezési és kiviteli tervei 2011 végére elkészültek. A tervezésben az UNITEF Szalamandra Kft., az Utiber Kft., valamint Vianovaplan Kft. vett részt. A beruházás előkészítése és az európai uniós támogatás biztosítása 2013 végéig elkészült.

### Építés
A zalalövői völgyhíd a Zalalövőt elkerülő 13 kilométeres út része. A 86-os főút új nyomvonalaként 10,71 kilométernyi új út épült, 13 milliárd forintért. Az alapkő letételére 2014. március 26-án került sor. A 600 méteres hídelemek betolása 2015 augusztus elején kezdődött és a helyszínen gyártott elemeinek rátolása a pilonokra 2016. április 30-án be is fejeződött. A híd átadására 2016. november 4-én került sor.

## Műszaki adatok
A völgyhíd folytatólagos többtámaszú, egycellás szekrény keresztmetszetű, ortotróp pályalemezes acél gerendahíd.
Az acélszerkezetek legyártására a völgy északi oldalán, a 7411-es út mentén létesült telepen történt, majd a szerkezetet rátolták az elkészült pilonokra. A pilonok kiosztása 60 méter; 6x80 méter; 60 méter.

## Képgaléria

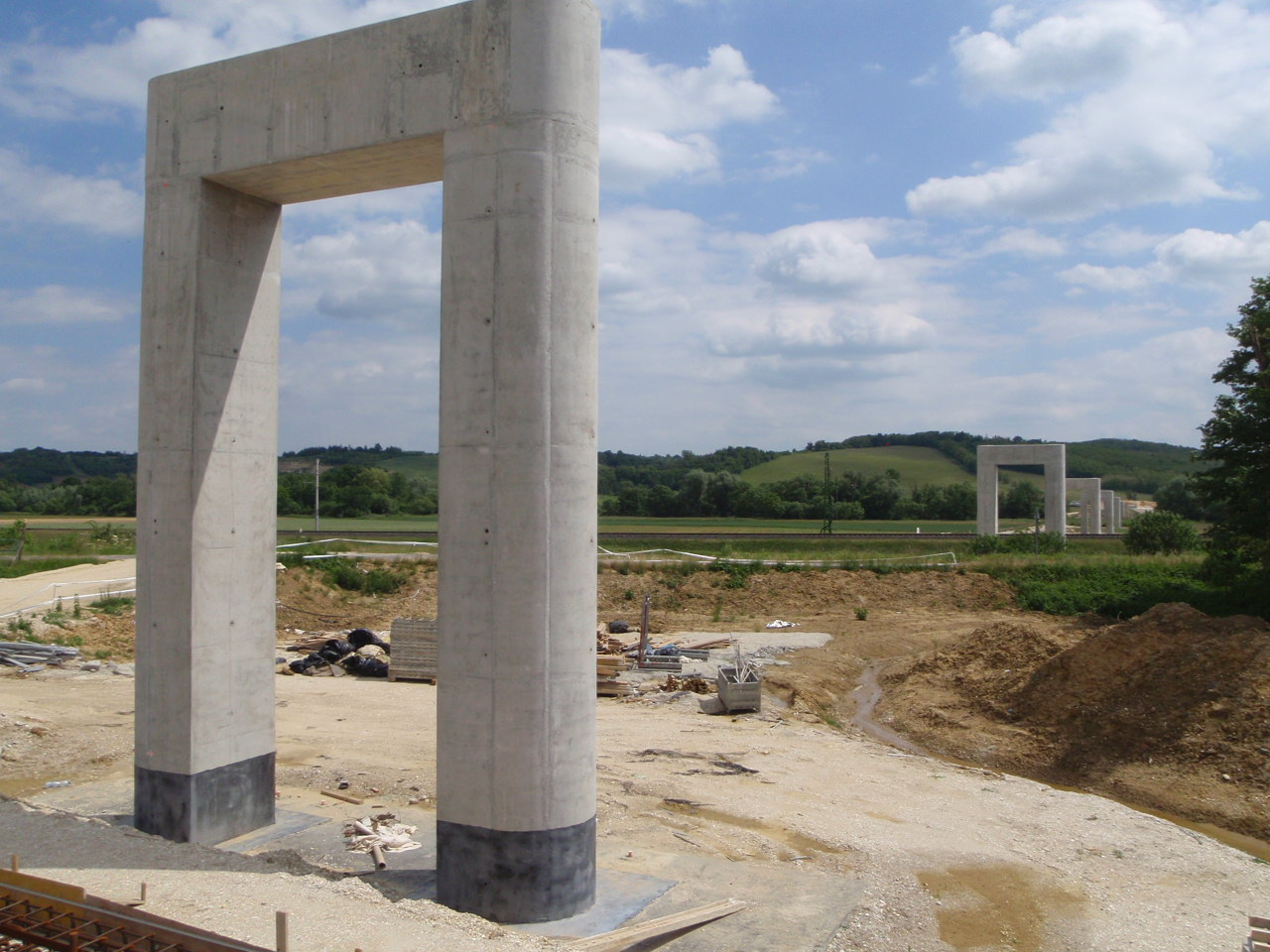
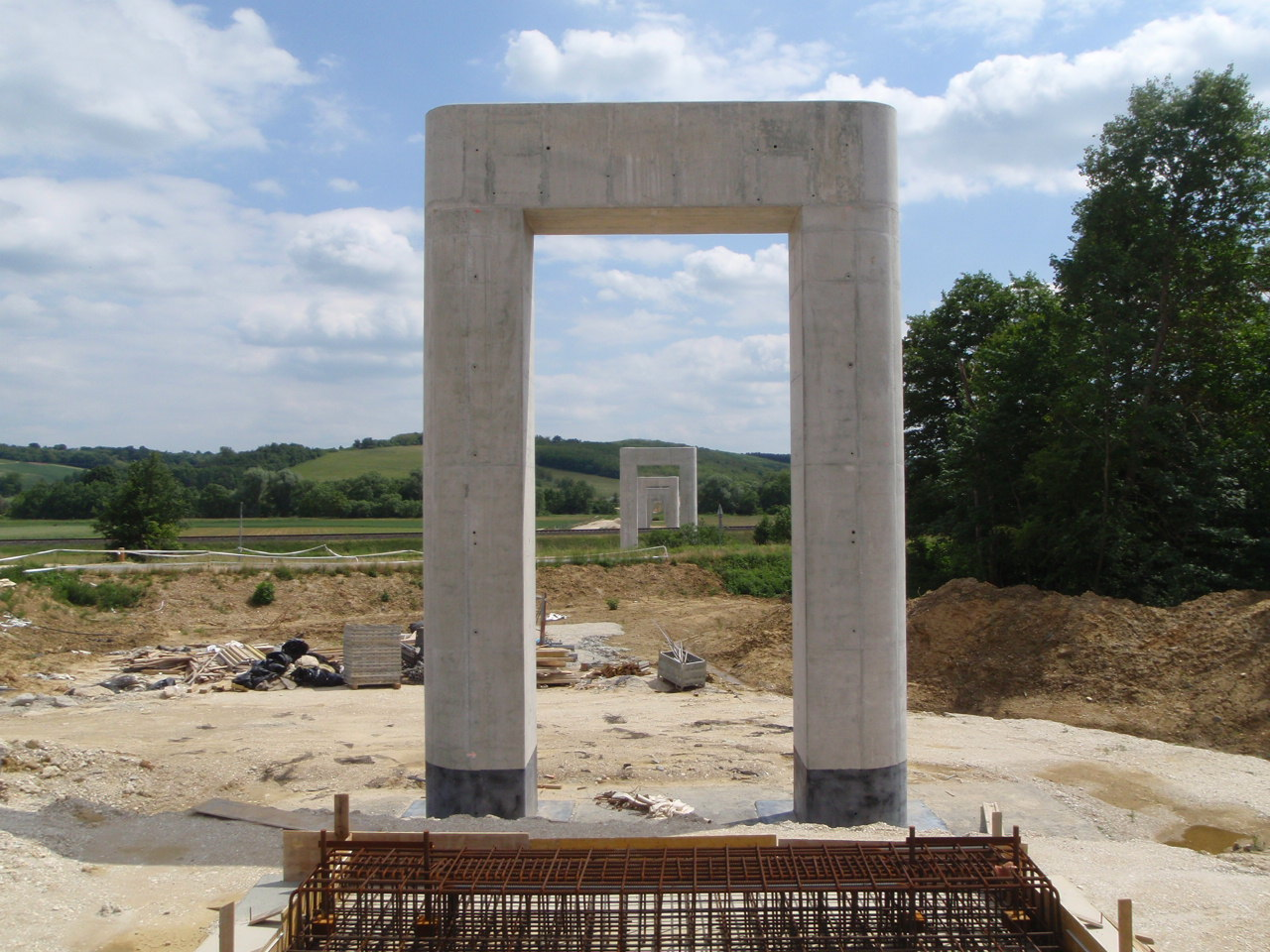
Épülő pilonok sora
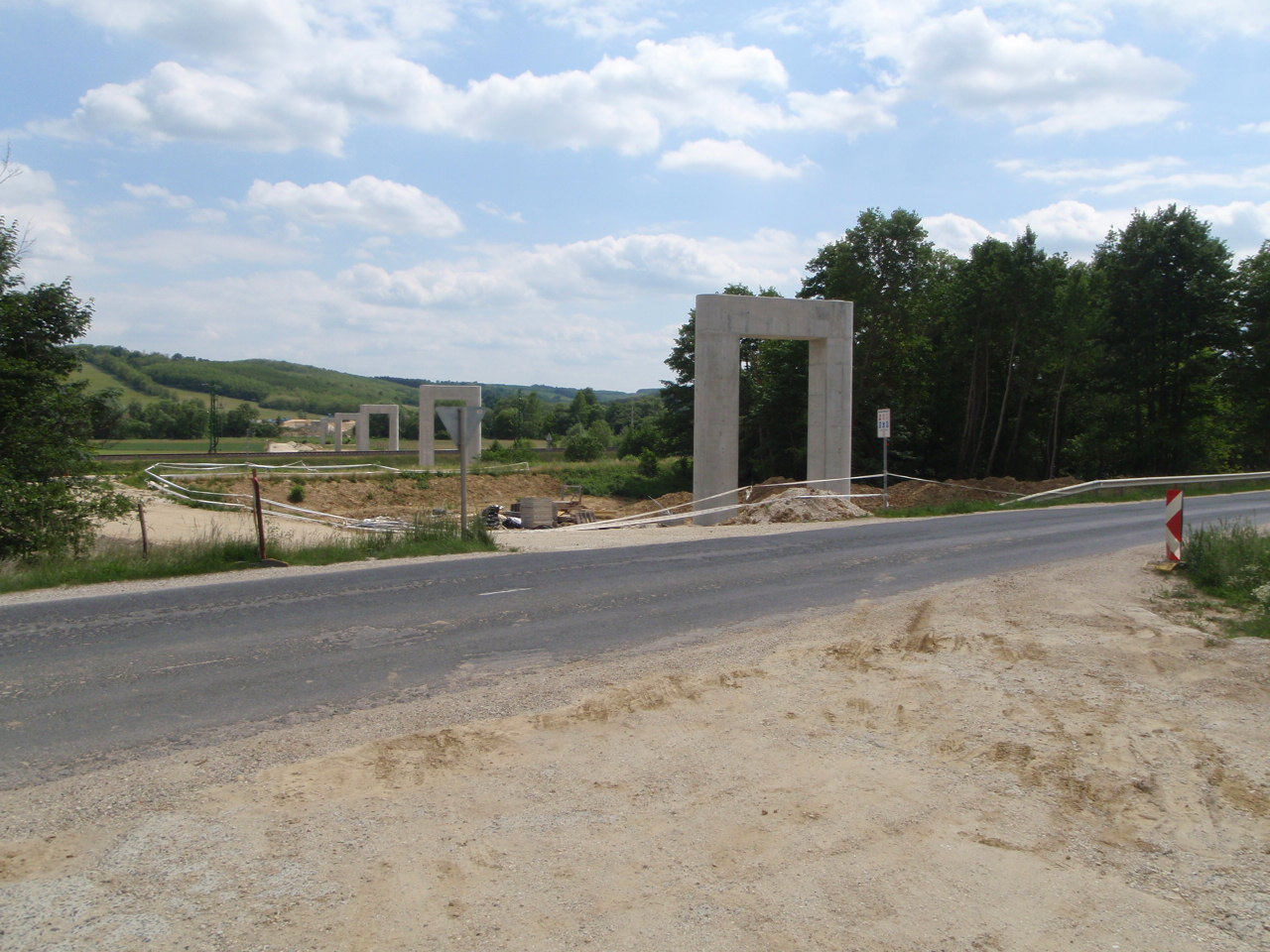
Az épülő viadukt
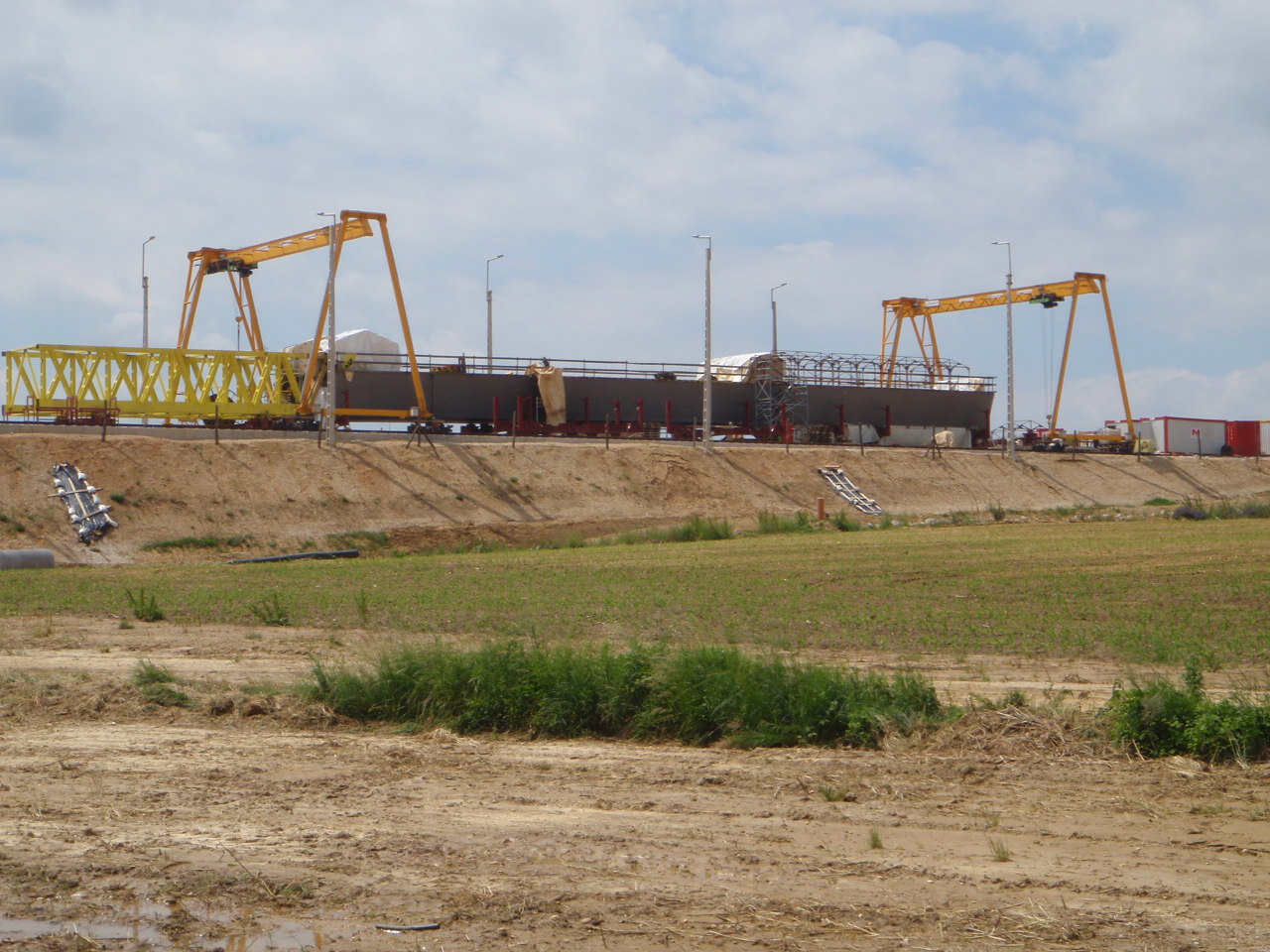
Acél szerkezetgyártó helyszíni üzem
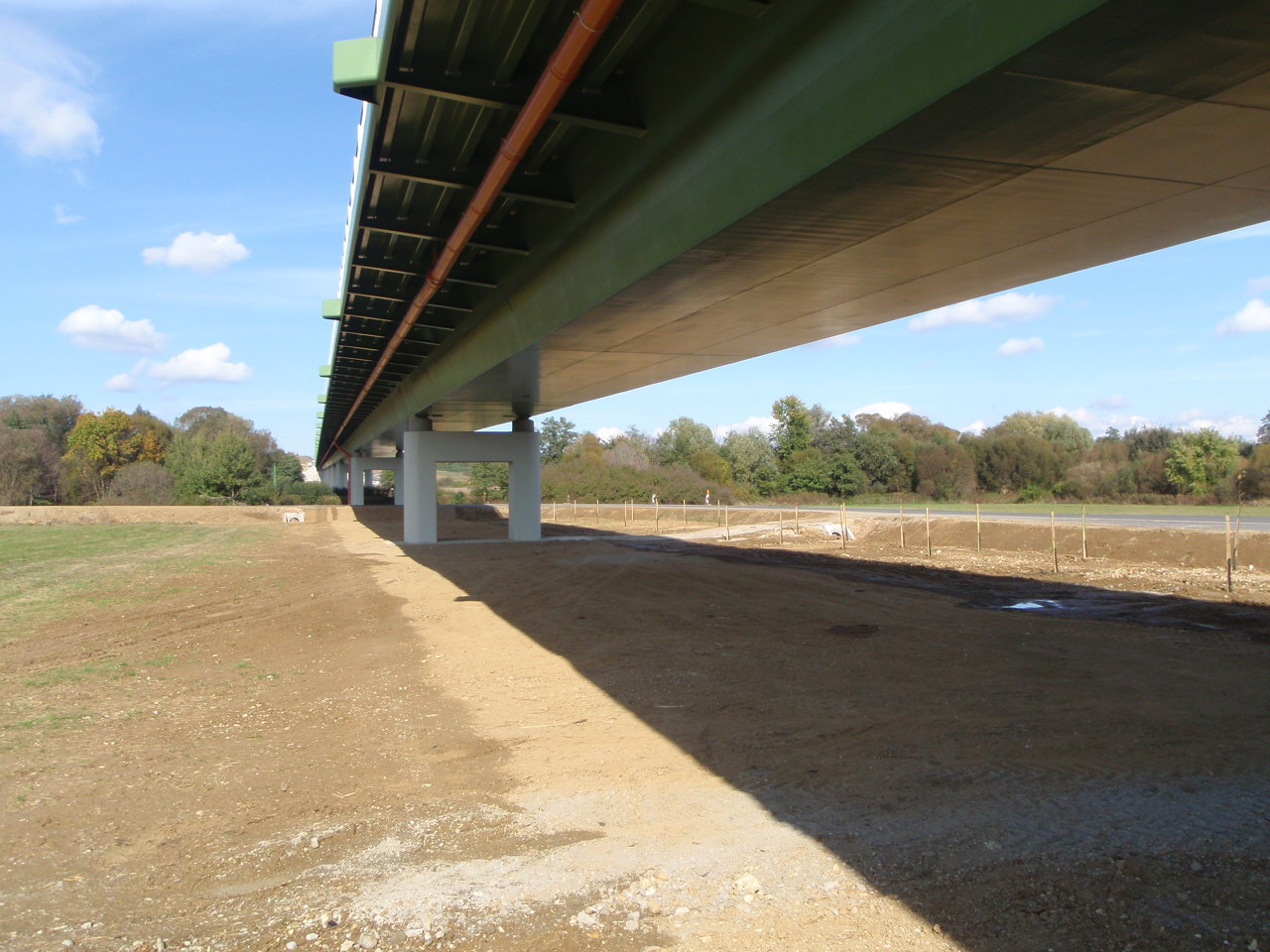
Elkészült híd
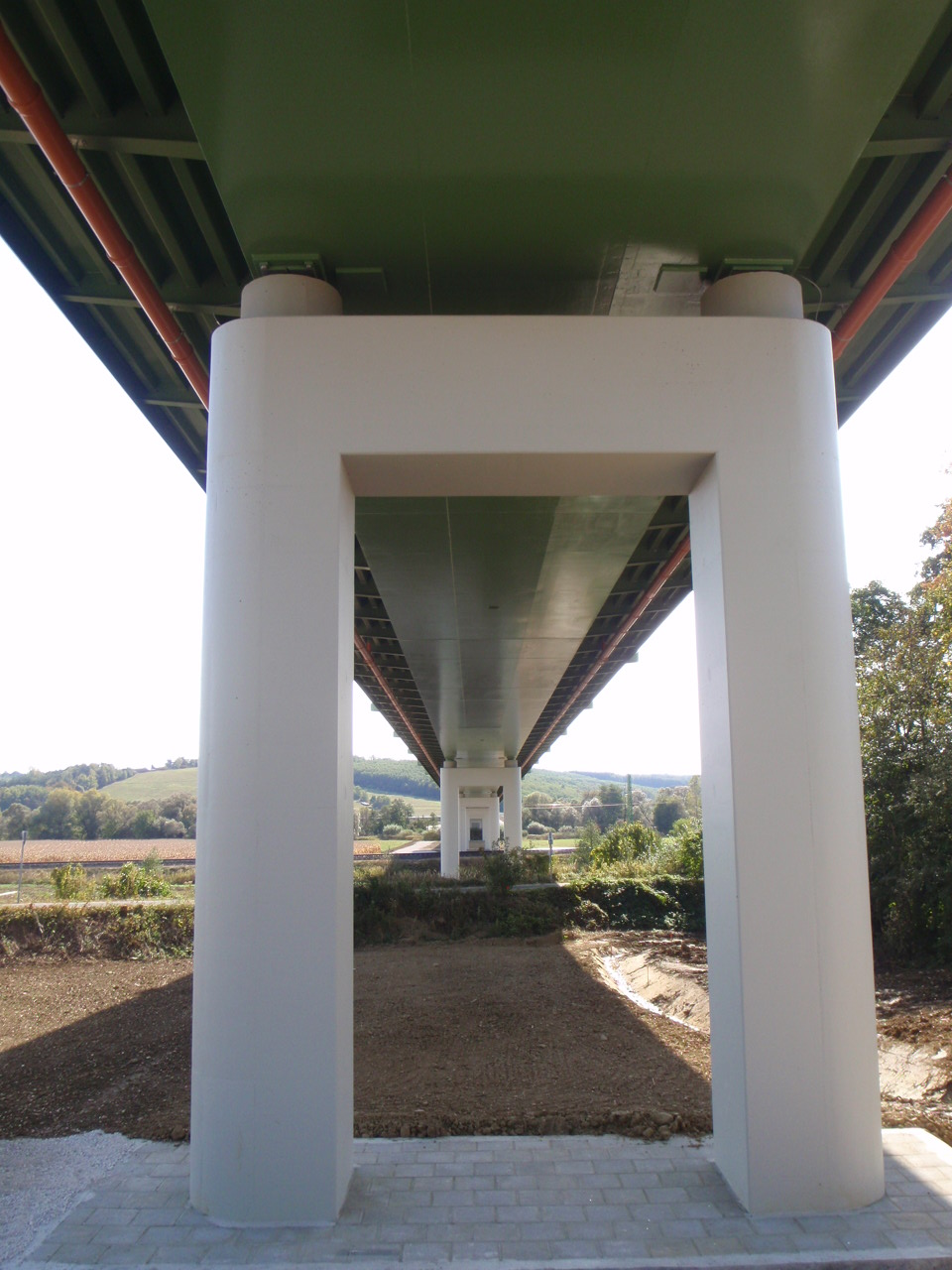
Pilonsorok
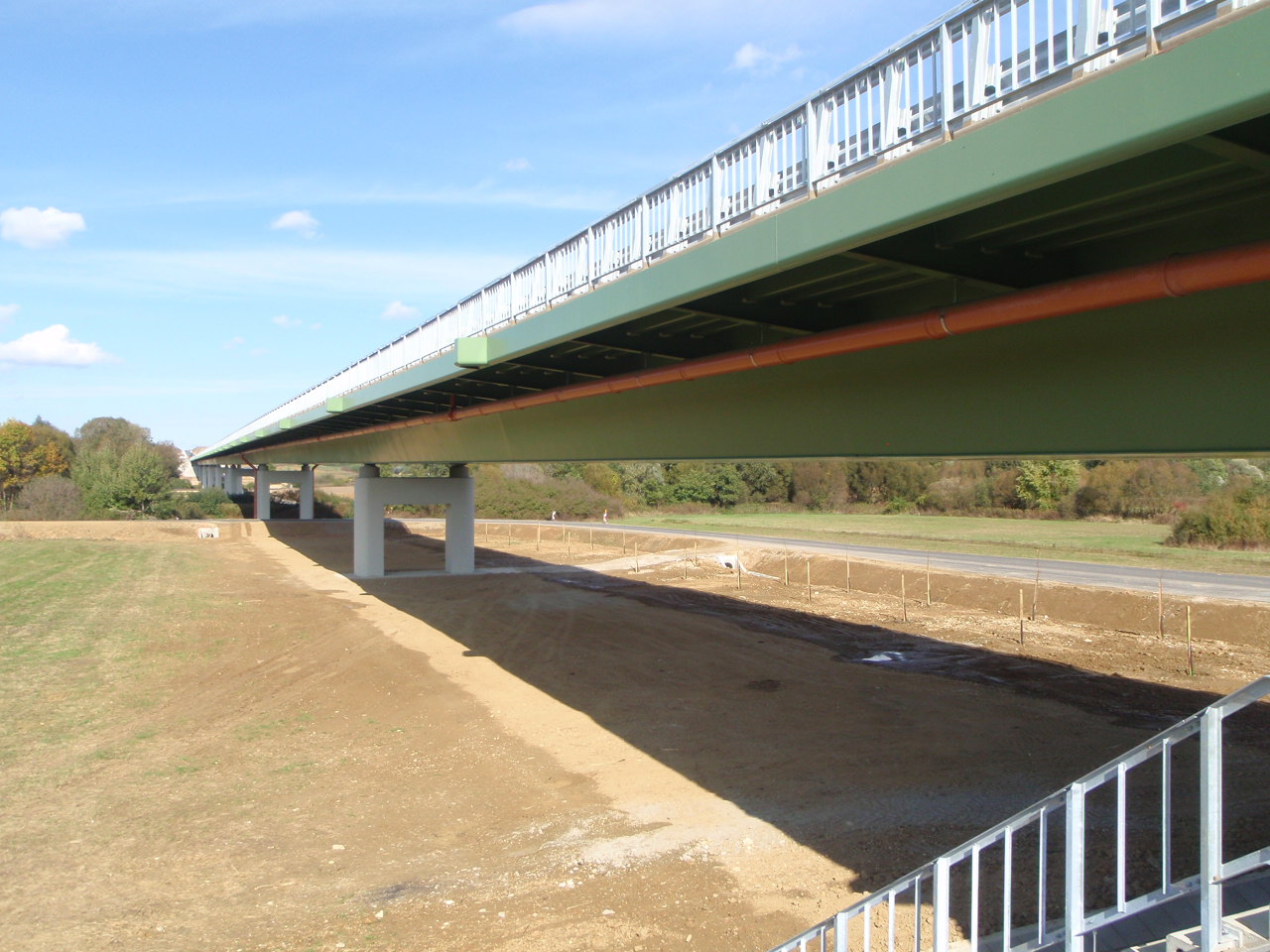
Nyugati oldala